# Індекс AMX
Індекс AMX (походить від Amsterdam Midkap Index) - це фондовий індекс біржі Euronext Amsterdam, що представляє середні за розміром компанії. AMX існує з 1995 року.

## Компанії, що входять до складу індексу
Найбільші за ринковою капіталізацією акцій у вільному обігу та найбільші за торговим оборотом акцій компанії Амстердамської фондової біржі входять до індексу AEX. 25 компаній, які є найбільшими після них, входять до AMX. Отже, за розміром капітілізації та обороту це компанії з 26 по 50, а двадцять п'ять компаній, що йдуть після них, входять до індексу AScX. Основним критерієм для включення в AMX є торговий оборот акцій компанії на фондовому ринку. Підсумкове зважування в самому індексі базується на ринковій капіталізації компанії. При формуванні індексу діє обмеження максимальної ваги в 15% для кожної компанії фондового ринку.
Склад індексу змінюється щорічно, після закриття торгів в третю п'ятницю березня. У проміжках між ними, у червні, вересні і грудні, індекс також може бути зміненим, в цьому випадку зміни також набувають чинності в третю п'ятницю цього місяця.
При кожному перегляді визначається новий кошик акцій, з новим ваговим коефіцієнтом, встановленим для кожної компанії. Цей ваговий коефіцієнт округляється до цілих чисел, наскільки це можливо. Ці числа вибираються таким чином, щоб їх вартість на той момент була максимально пропорційною вищевказаному ваговому коефіцієнту, а також, щоб вартість кошика майже не змінювалась при перегляді.

## Розрахунок AMX
Кожен фонд в індексі має свій ваговий коефіцієнт. Для розрахунку індексу AMX ринкові капіталізації двадцяти п'яти компаній множаться на свій ваговий коефіцієнт, додаються разом і, нарешті, діляться на дільник, який визначається від початковій капіталізації індексу та базового рівня. В особливих ситуаціях, таких як дроблення акцій, вагові коефіцієнти коригуються на тимчасовій основі.

## Склад AMX
Точна вага індексу змінюється щодня, оскільки, наприклад, акції, що сильно зростають, отримують більший відсоток ваги. Перезважування відбувається двічі на рік після першого торгового дня березня та вересня, а у випадку зникнення акцій з біржі (поглинання, банкрутство) або виплати дивідендів, вносяться незначні корективи. За замовчуванням індекс AMX містить 25 компаній.

## Опціони та ф'ючерси
У квітні 2012 року на індекс AMX були запущені ф'ючерси та опціони. Ф'ючерси мали код FMX, а опціони AMX. Однак ці деривативи були припинені через відсутність інтересу з боку трейдерів та інвесторів.